# Kazakstan i olympiska vinterspelen 2014
Kazakstan deltog med 52 aktiva under de olympiska vinterspelen 2014 i Sotji, Ryssland.

## Medaljer
| Kazakstan i vinter-OS 2014 Sotji | Kazakstan i vinter-OS 2014 Sotji | Kazakstan i vinter-OS 2014 Sotji | Kazakstan i vinter-OS 2014 Sotji | Kazakstan i vinter-OS 2014 Sotji |
| Medaljer                         | Utövare                          | Sport                            | Gren                             |                                  |
| -------------------------------- | -------------------------------- | -------------------------------- | -------------------------------- | -------------------------------- |
| Brons                            | Denis Ten                        | Konståkning                      | Herrarnas singelåkning           |                                  |